# 596 (tal)
596 är det naturliga heltal som följer 595 och följs av 597.

## Matematiska egenskaper
- 596 är ett jämnt tal.
- 596 är ett sammansatt tal.

## Inom vetenskapen
- 596 Scheila, en asteroid.

## Andra områden
- 596 (kärnvapentest) – ett kinesiskt kärnvapentest